# Zavalje
Zavalje je naselje v občini Bihać, Bosna in Hercegovina. 

## Zgodovina
Do leta 1947. naselje je bilo del Hrvaške.

## Deli naselja
Vučjač in Zavalje.

## Prebivalstvo
| Pregled števila prebivalcev po letih | Pregled števila prebivalcev po letih | Pregled števila prebivalcev po letih | Pregled števila prebivalcev po letih | Pregled števila prebivalcev po letih | Pregled števila prebivalcev po letih |
| ------------------------------------ | ------------------------------------ | ------------------------------------ | ------------------------------------ | ------------------------------------ | ------------------------------------ |
| 1948                                 | 1953                                 | 1961                                 | 1971                                 | 1981                                 | 1991                                 |
| -                                    | -                                    | -                                    | 372                                  | 284                                  | 198                                  |

| Narodna sestava prebivalstva po letih                                                                                      | Narodna sestava prebivalstva po letih                                                                                        | Narodna sestava prebivalstva po letih                                                                                      |
| --- | --- | --- |
| 1971 | 1981 | 1991 |
| . skupaj: 372 Hrvati 359 (96,50 %) Srbi 5 (1,34 %) Muslimani 1 (0,26 %) Jugoslovani 0 (0,00 %) drugi in neznano 7 (1,88 %) | . skupaj: 284 Hrvati 248 (87,32 %) Muslimani 0 (0,00 %) Srbi 0 (0,00 %) Jugoslovani 25 (8,80 %) drugi in neznano 11 (3,87 %) | . skupaj: 198 Hrvati 183 (92,42 %) Srbi 7 (3,53 %) Muslimani 0 (0,00 %) Jugoslovani 6 (3,03 %) drugi in neznano 2 (1,01 %) |